# Baron Teynham

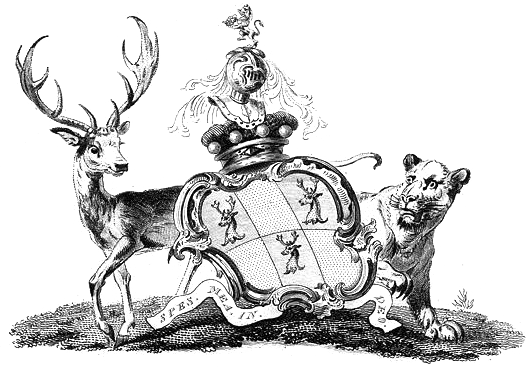

Baronowie Teynham 1. kreacji (parostwo Anglii)
- 1616–1618: John Roper, 1. baron Teynham
- 1618–1622: Christopher Roper, 2. baron Teynham
- 1622–1628: John Roper, 3. baron Teynham
- 1628–1673: Christopher Roper, 4. baron Teynham
- 1673–1689: Christopher Roper, 5. baron Teynham
- 1689–1697: John Roper, 6. baron Teynham
- 1697–1699: Christopher Roper, 7. baron Teynham
- 1699–1723: Henry Roper, 8. baron Teynham
- 1723–1727: Philip Roper, 9. baron Teynham
- 1727–1781: Henry Roper, 10. baron Teynham
- 1781–1786: Henry Roper, 11. baron Teynham
- 1786–1800: Henry Roper, 12. baron Teynham
- 1800–1824: John Roper, 13. baron Teynham
- 1824–1842: Henry Francis Roper-Curzon, 14. baron Teynham
- 1842–1842: Henry Roper-Curzon, 15. baron Teynham
- 1842–1889: George Henry Roper-Curzon, 16. baron Teynham
- 1889–1892: Henry George Roper-Curzon, 17. baron Teynham
- 1892–1936: Henry John Philip Sidney Roper-Curzon, 18. baron Teynham
- 1936–1972: Christopher John Henry Roper-Curzon, 19. baron Teynham
- 1972 -: John Christopher Ingham Roper-Curzon, 20. baron Teynham

Następca 20. barona Teynham: David John Henry Ingham Roper-Curzon
Następca następcy 20. barona: Henry Christopher John Ingham Roper-Curzon